# Stecklikrieg

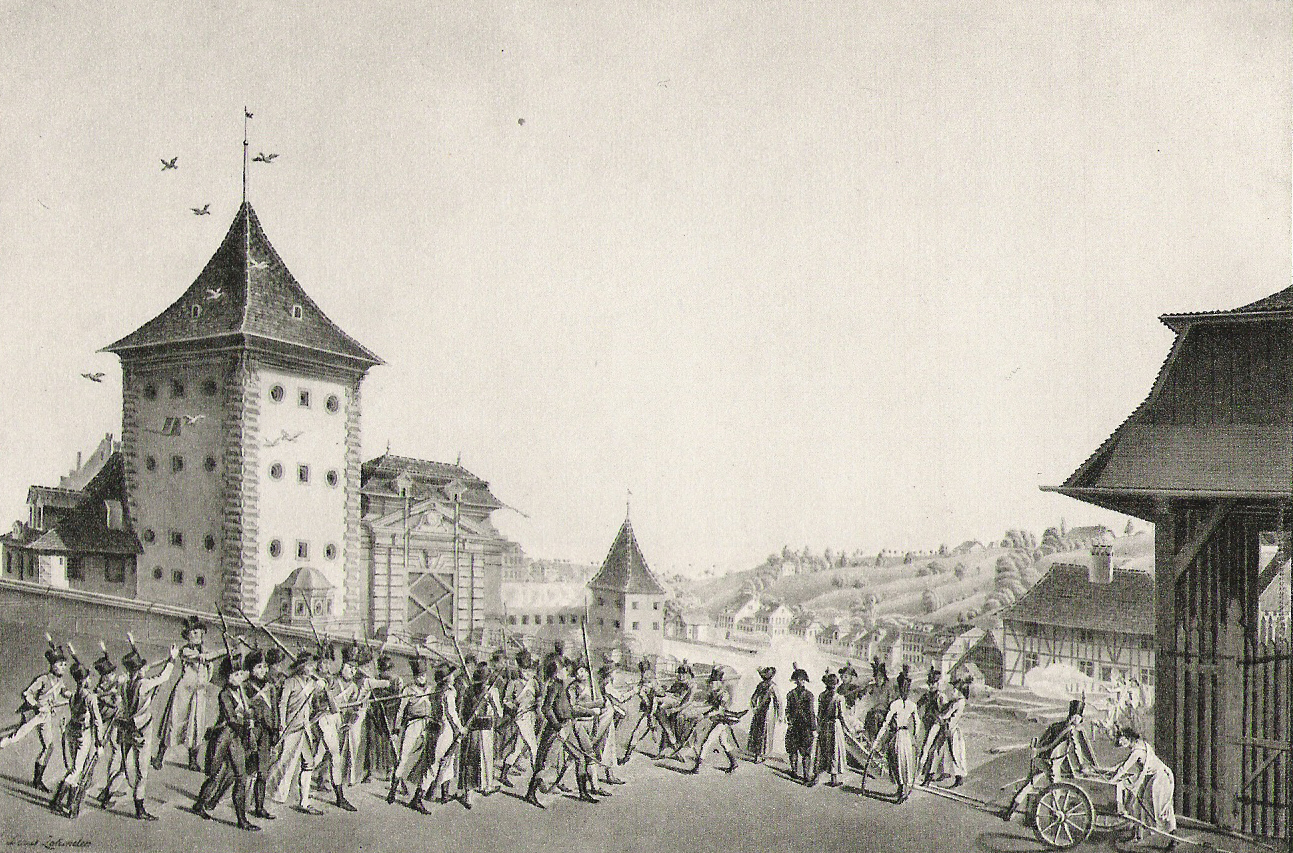
A morte do tenente Rudolf von Werdt em 18 de setembro de 1802, um episódio do Stecklikrieg. Desenho a caneta e tinta de Karl Ludwig Zehender (1751–1814).

A Stecklikrieg ("Guerra de Bastões") de 1802 resultou no colapso da República Helvética, na renovada ocupação francesa da Suíça e, finalmente, no Ato de Mediação ditado por Napoleão em 19 de fevereiro de 1803. O conflito em si foi entre insurgentes, em sua maioria provenientes de a população rural e as forças oficiais da República Helvética. O termo Stäckli, ou "clube de madeira", que dá nome ao conflito, refere-se ao armamento improvisado dos insurgentes.

## A guerra Suíça
Seguindo o Tratado de Lunéville, as tropas francesas deixaram a Suíça durante o verão de 1802, resultando em uma rápida desestabilização do país. Essa instabilidade atingiu o auge com a rebelião aberta que se originou na Suíça Central e se concentrou nas cidades de Zurique e Berna, bem como nas partes rurais do planalto suíço nos cantões Aargau e Solothurn. A guerra começou com um confronto na passagem de Rengg em Pilatus em 28 de agosto, seguido por ataques de artilharia a Berna e Zurique em setembro e uma escaramuça em Faoug em 3 de outubro. Depois de vários confrontos hostis com as forças subequipadas e menos motivadas da República Helvética, o governo central capitulou militarmente em 18 de setembro, recuando de Berna para Lausanne, e então entrou em colapso total. Foi sucedido por governos cantonais e um Tagsatzung em Schwyz liderado por Alois von Reding.
Com a ordem mais liberal da República Helvética, o sentimento antijudaico aumentou, à medida que surgiram acusações de que os judeus estavam lucrando injustamente com a impopular nova ordem. Em 21 de setembro de 1802, o ódio e o ressentimento chegaram ao auge na chamada “Zwetschgenkrieg” ou guerra da ameixa. Em um surto de violência, estimulado por rumores antissemitas, uma horda armada de 800 fazendeiros, artesãos e alguns patrícios agrediram os judeus de Surbtal, saqueando e destruindo suas casas e pertences. O ataque não foi totalmente inesperado, as tensões aumentaram ao longo de vários dias, e os habitantes cristãos de Endingen e Lengnau não foram afetados em grande parte. Os judeus não receberam compensação pelos danos e os perpetradores não enfrentaram nenhuma consequência.
Napoleão estava preocupado que a instabilidade da Suíça pudesse infectar a Europa em geral e foi autorizado a negociar um acordo entre os lados rivais. Seu Ato de Mediação fez concessões às demandas dos insurgentes, abandonando a estrutura centralista da República Helvética em favor de uma abordagem mais federalista. Ele também afirmou que o estado natural da Suíça era federal e que as tentativas de forçar qualquer outro sistema sobre eles eram imprudentes.

## A resposta britânica
A intervenção francesa constituiu uma violação do Tratado de Amiens, que foi usado como pretexto pelo Reino Unido para retomar sua guerra contra a França em 18 de maio de 1803. O envolvimento francês nos assuntos internos dos suíços foi exemplar da preocupação da Grã-Bretanha de que era ter um papel cada vez menor nos assuntos continentais. Embora os britânicos frequentemente tentassem se manter afastados das lutas internas do continente, as ações da França de Napoleão ameaçavam perturbar a ordem existente e, portanto, a supremacia econômica existente da Grã-Bretanha. Enquanto os Atos de Mediação imposta pela intervenção francesa não perturbou particularmente a ordem suíça, de fato restaurando muitas das tradições e formas de governo suíço preexistentes antes da invasão republicana francesa, foi uma violação técnica do Tratado de Amiens, que proibiu tal intromissão estrangeira por França.
No que diz respeito à resposta civil às ações dos franceses, o poema de William Wordsworth, Thought of a Briton on the Subjugation of Switzerland, foi diretamente inspirado pelos eventos do Stecklikrieg. Sua poesia do período foi sua resposta ao "jingoísmo fácil" que ele considerava frequentemente cativar a população britânica. Na subjugação da Suíça, ele relata suas experiências sobre as diferenças entre o "lugar" de uma nação e a "política" de uma. Ele viu a intervenção francesa na Suíça como um repúdio à filosofia da Revolução e apoiou a declaração britânica da continuação da guerra contra a França, embora ainda simpatizasse com os valores inicialmente reivindicados pela Revolução Francesa.